# Manaziyara
Manaziyara era una ciutat hitita situada al nord del país, que des del començament del segle xiv aC estava en mans dels kashka. El rei Šubiluliuma I la va reconquerir durant les seves campanyes que el van portar a reconquerir també Kalimuna i la important ciutat d'Istahara. Aquestes ciutats devien d'estar properes.